# Niedermörmter

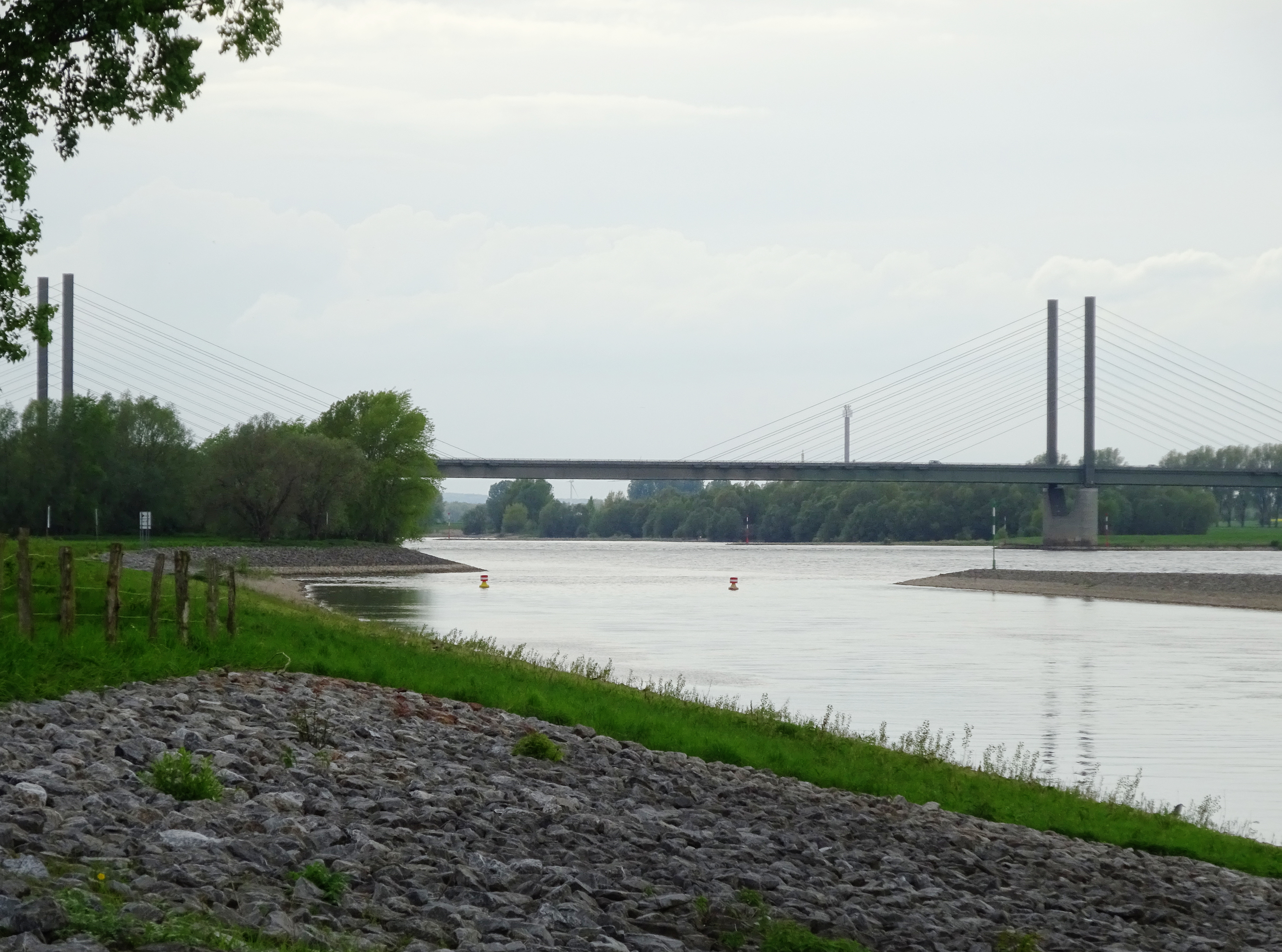
Rijnbrug Kalkar-Rees en Flutmulde Rees

Niedermörmter is een dorp in de gemeente Kalkar in de Duitse deelstaat Noordrijn-Westfalen. Het ligt op ongeveer zes kilometer westelijk van de stad Kalkar, aan de Rijn direct tegenover Rees. Het inwoneraantal is 1167 volgens een peiling uit 2007.

## Geschiedenis
Niedermörmter behoorde vroeger tot Rees. In die tijd waren deze plaatsen nog niet door de Rijn gescheiden. Nadat de rivier haar bedding verlegd had loopt deze nu oostelijk van het dorp.
Het dorp behoorde sinds 1392 tot het Amt Aspel dat tot de Graafschap en het latere Hertogdom Kleef behoorde. De plaats werd in 1969 door een gemeentelijke herindeling in Noordrijn-Westfalen bij de gemeente Kalkar gevoegd.
De Rijnbrug, die Rees en Niedermörmter verbindt, werd in 1967 gebouwd. Deze zorgde voor economische opleving.

## Landelijke cultuur
De inwoners van de plaats zijn overwegend katholiek. De kerk is gewijd aan St. Barnabas.
In het nabijgelegen Appeldorn bevindt zich een grote suikerfabriek die suikerbieten verwerkt. Deze worden verbouwd in de aangrenzende agrarische gebieden. Een fietspad verbindt het dorp met het naastgelegen dorp Hönnepel en met de stad Kalkar. Recente dijkverzwaringsprojecten in de omgeving zorgen voor versterkte bescherming tegen overstromingen tijdens hoge waterstanden.
Een van de attracties van het dorp is de Mühlenhof Golf & Country Club die laagdrempelige golffaciliteiten biedt aan jong en oud. 
Daarnaast staat de Düffelsmühle. 

## Reeserschanz
Er is aan de dijkweg Reeserschanz een kleine binnenhaven van een watersportvereniging. In de uiterwaarden werd in de jaren 2009-2015 een nieuwe binnenbocht gegraven om de Rijn bij hoogwater ter hoogte van Rees meer ruimte te kunnen bieden, de Flutmulde Rees. In de zomer vaart er een fietspont tussen Reeserschanz en Rees. 
Ten oosten van Niedermörmter ligt aan de Rijn het natuurgebied Reeser Schanz in de gemeente Xanten.

## Afbeeldingen

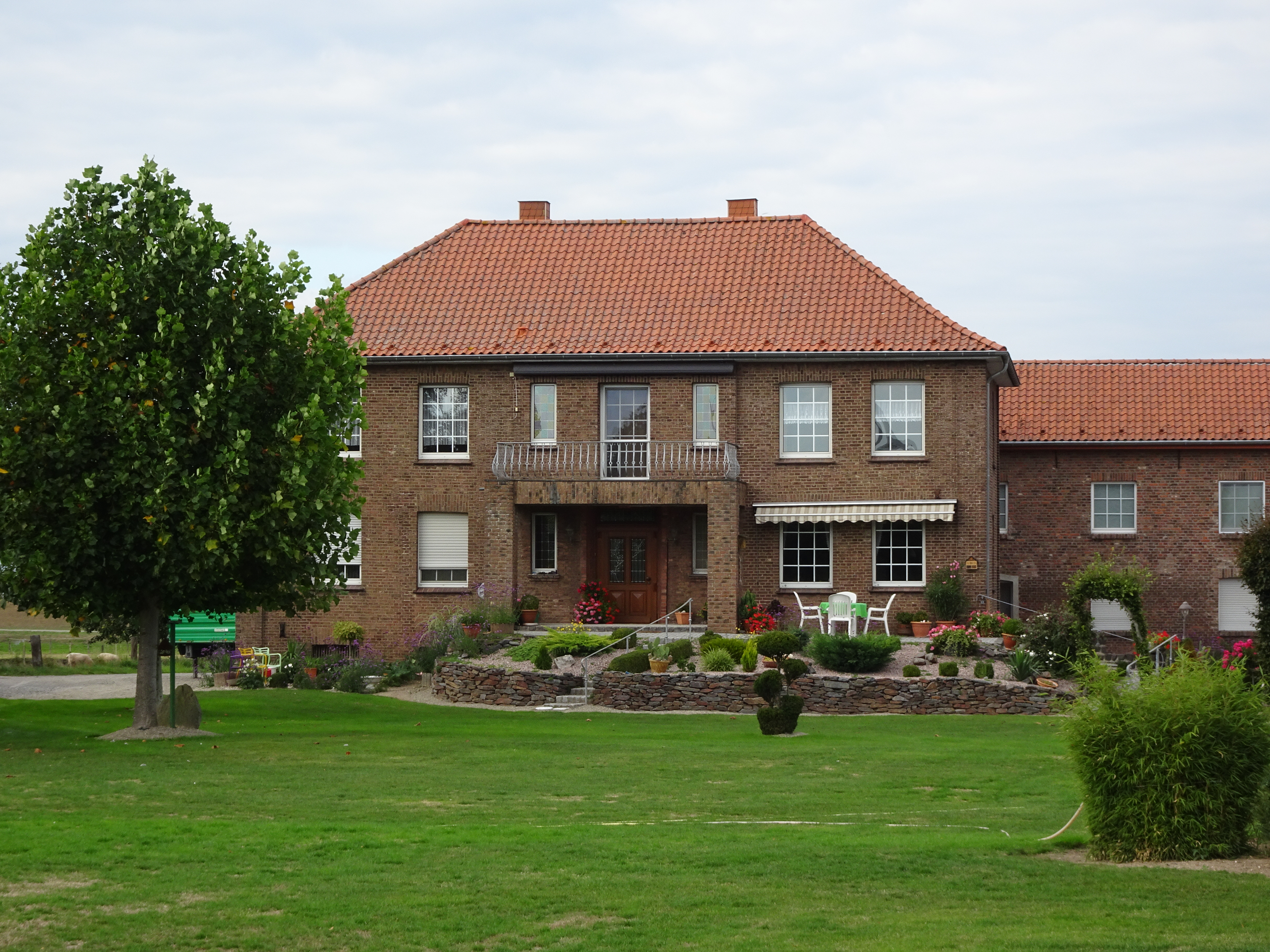
Huis aan de Rheinstraße
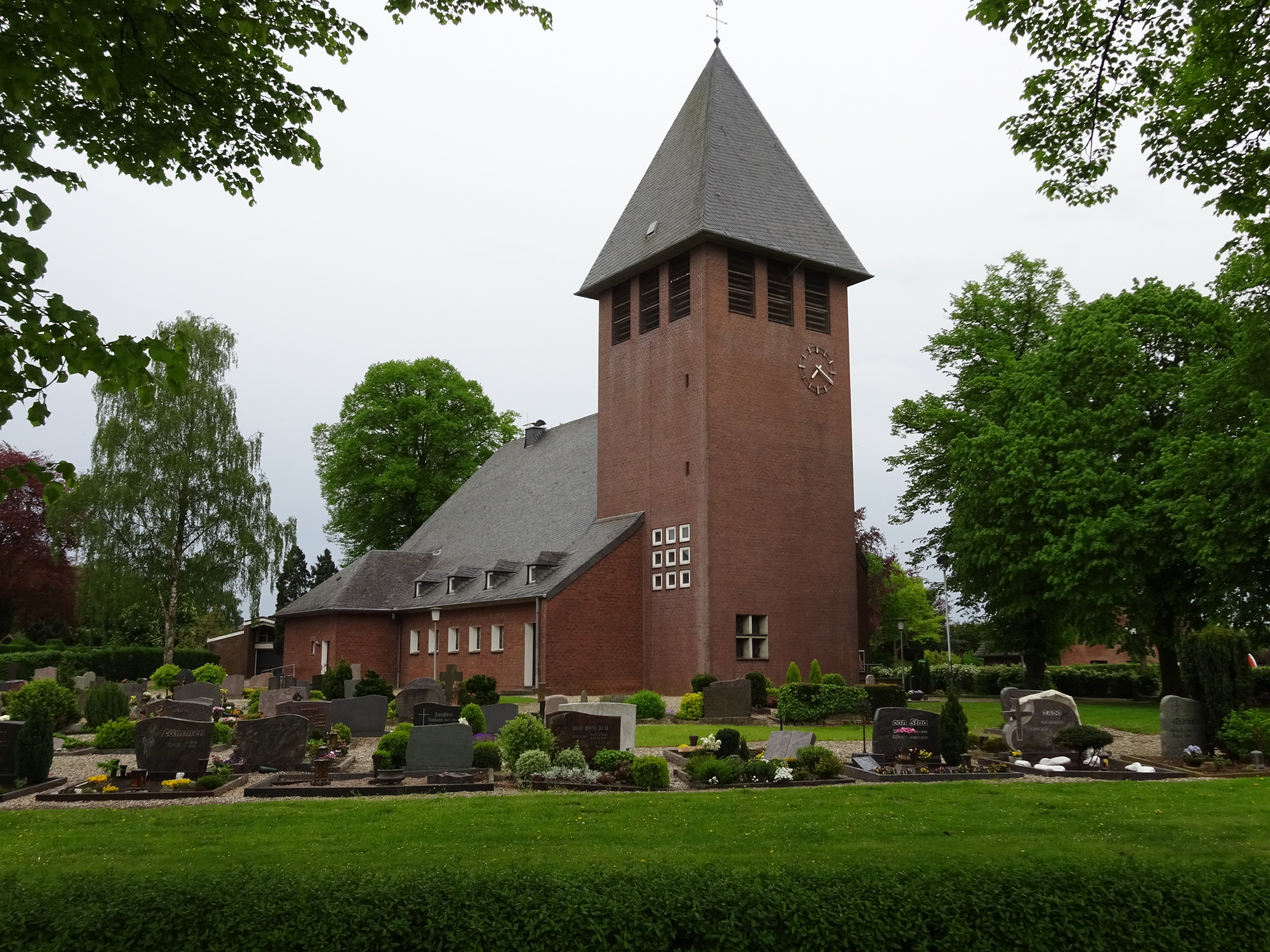
St. Barnabas
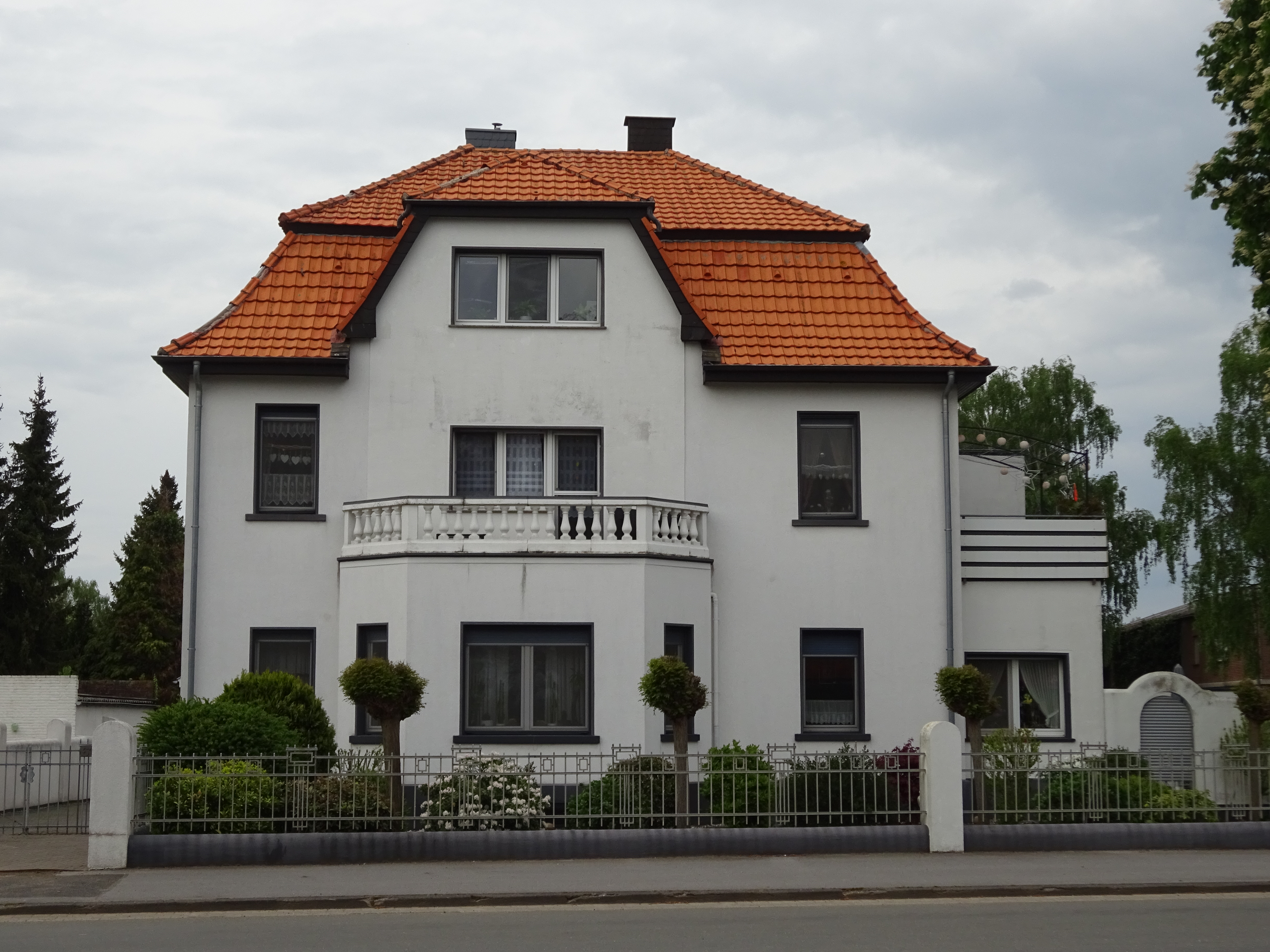
Huis aan de Rheinstraße
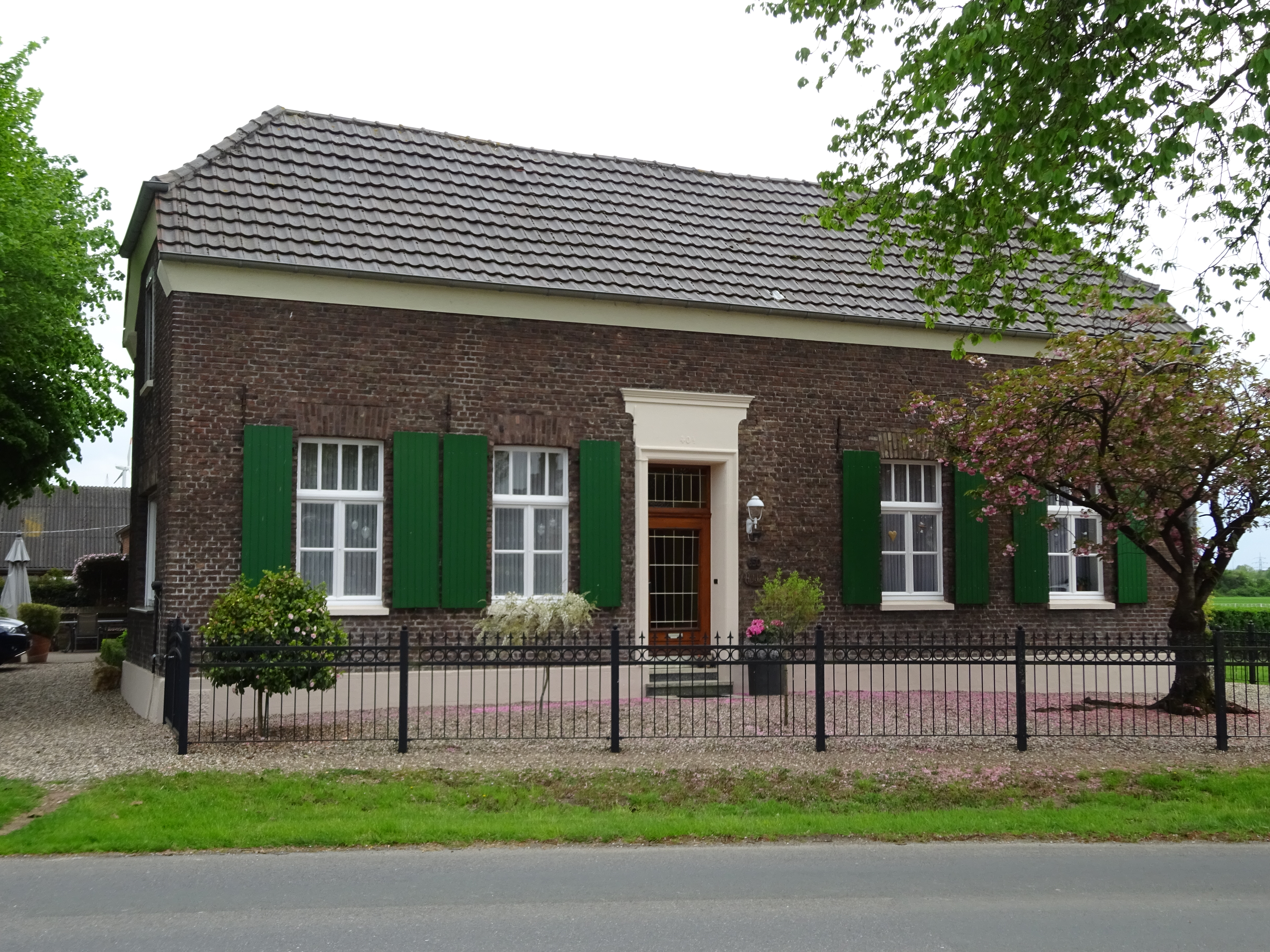
Huis aan de Rheinstraße
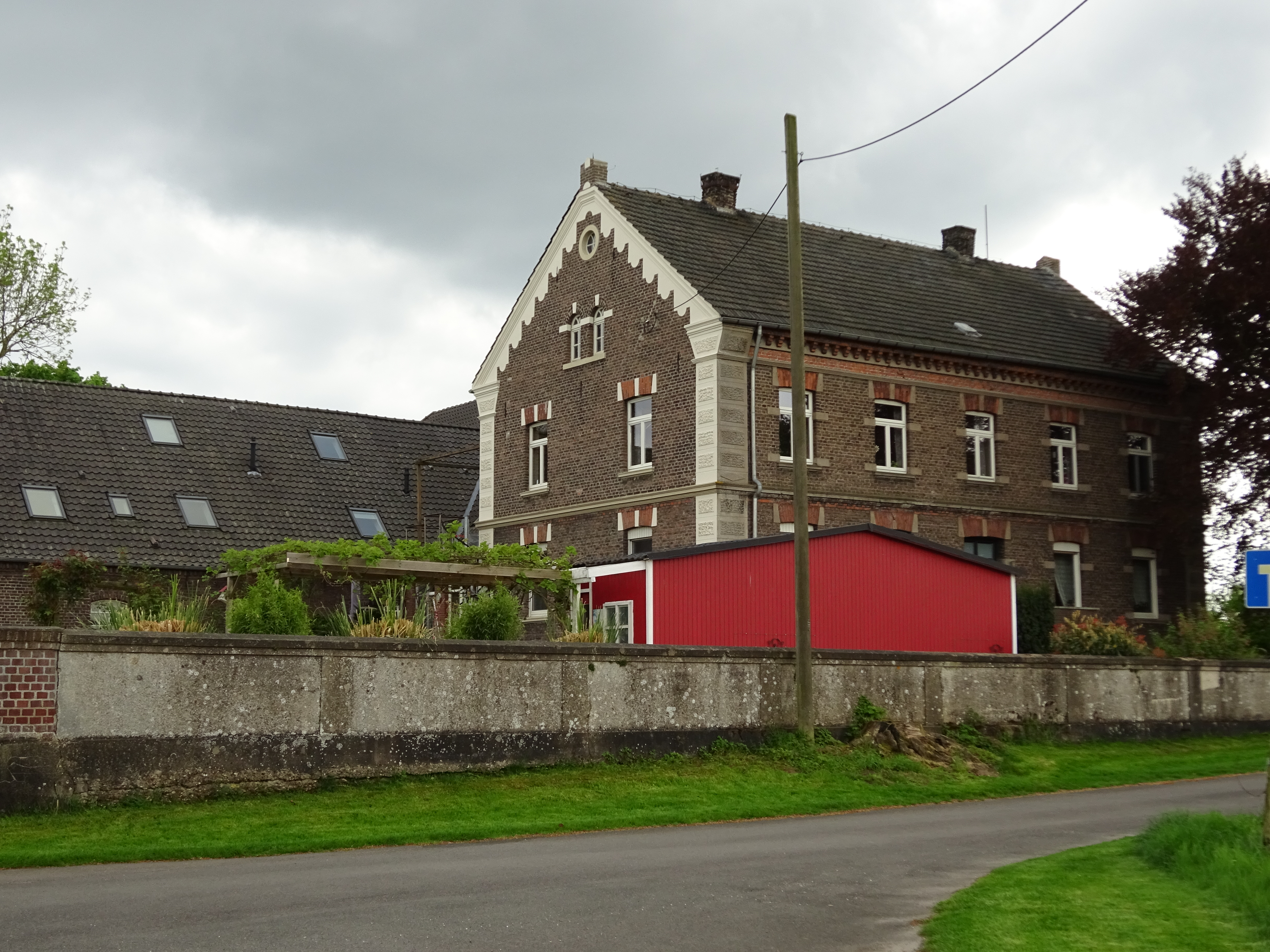
Boerderij aan de Reeserschanz
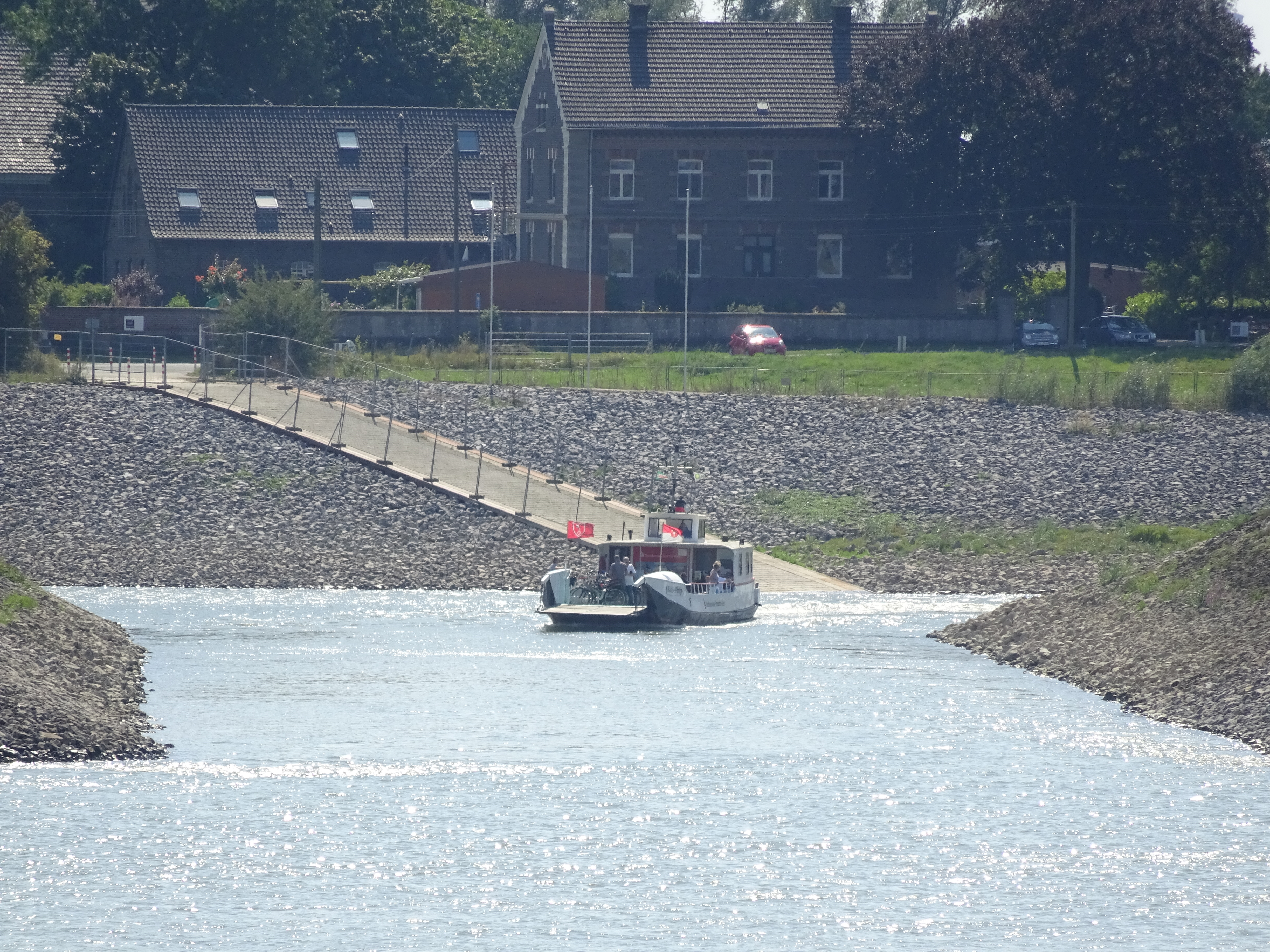
Fietspont op Flutmulde Rees
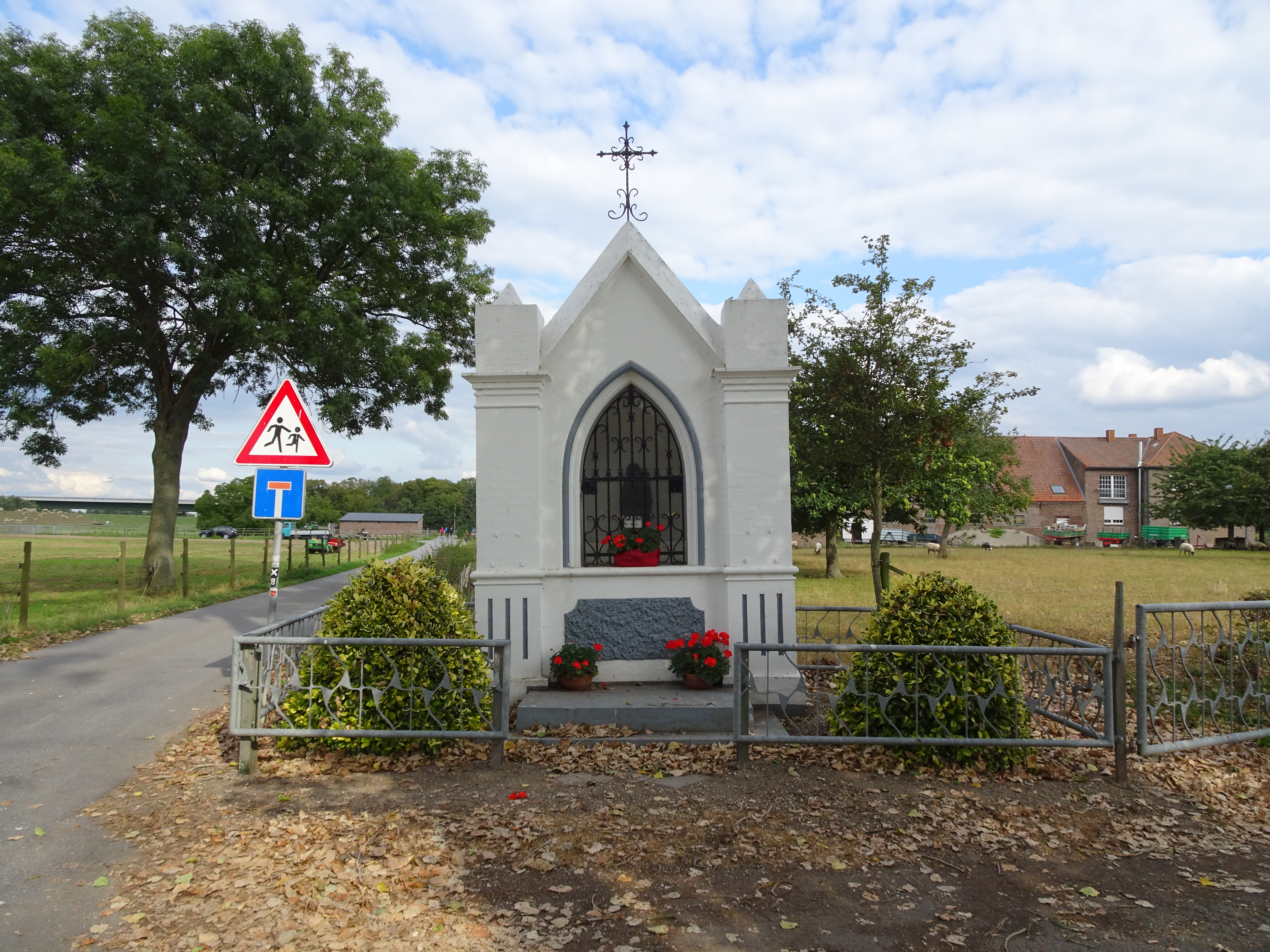
Groetendyk, kapelletje
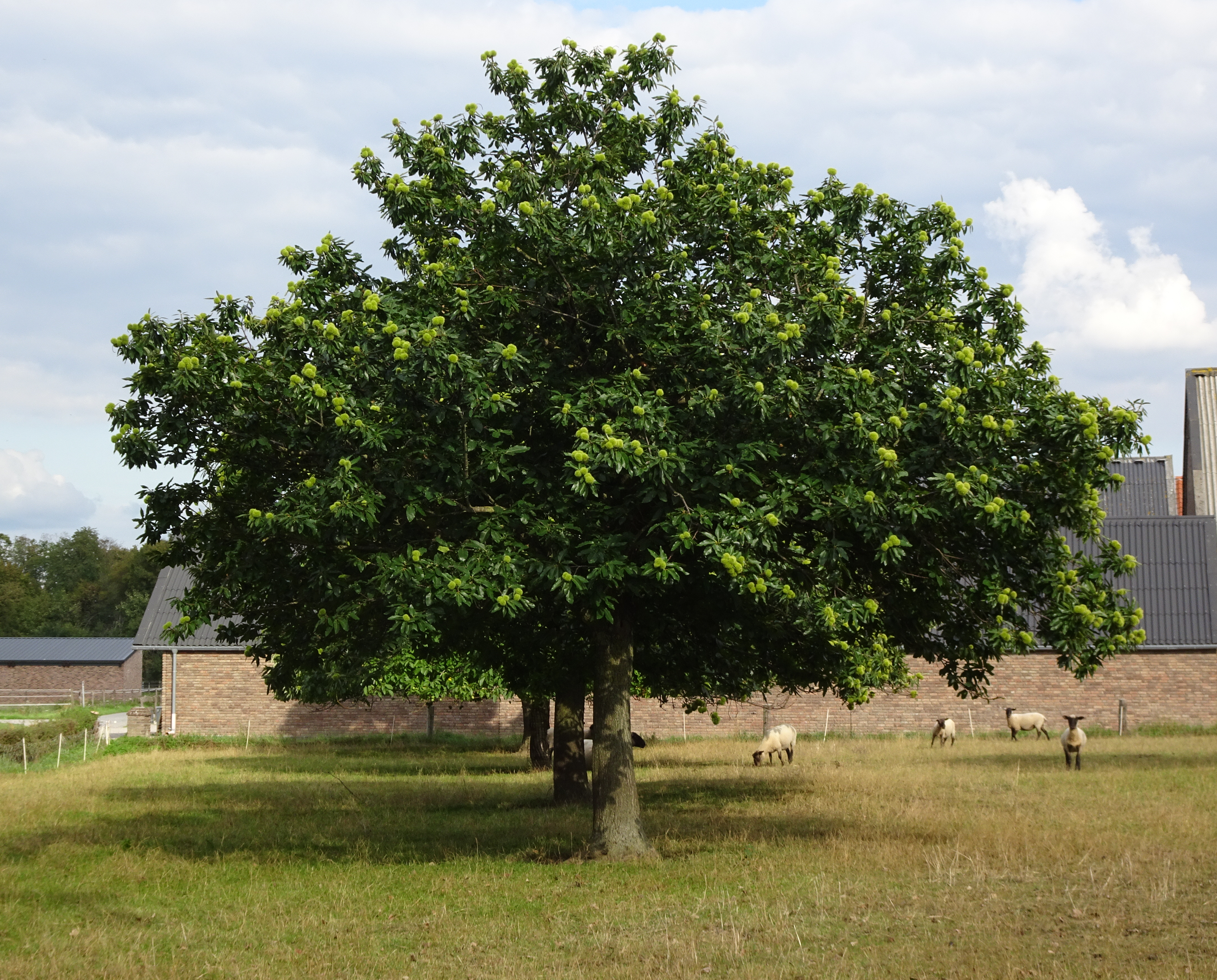
Groetendyk, tamme kastanjes
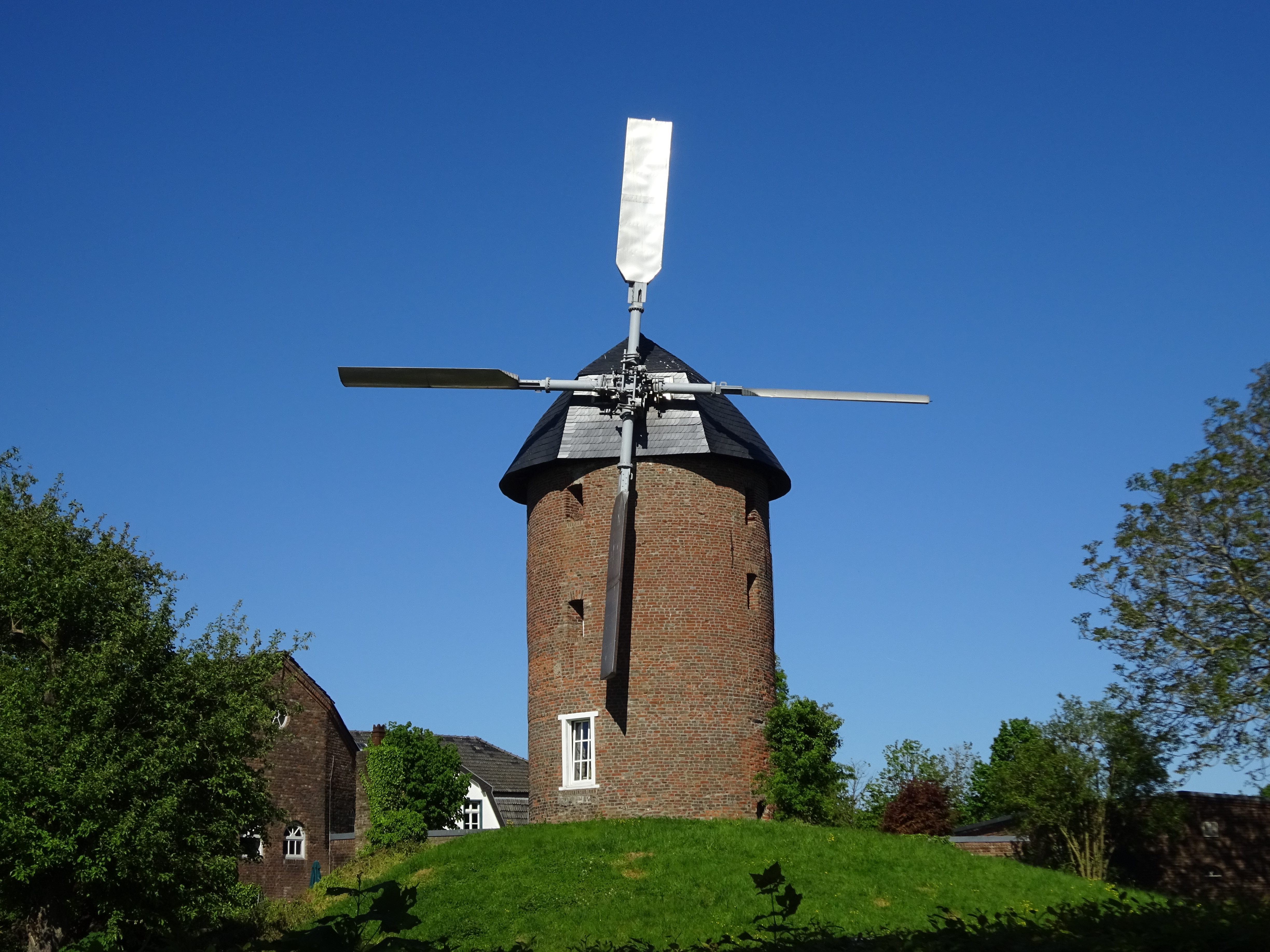
Düffelsmühle